# Saunte Station
Saunte Station er en dansk jernbanestation i landsbyen Saunte i Nordsjælland. Stationen ligger på Hornbækbanen mellem Helsingør og Gilleleje og betjenes af tog fra Lokaltog.
56°4′37″N 12°29′5.56″Ø / 56.07694°N 12.4848778°Ø